# Satam ibn Abd al-Aziz Al Su’ud
Satam ibn Abd al-Aziz Al Su’ud (ur. 21 stycznia 1941, zm. 12 lutego 2013) – saudyjski książę.
Urodził się w Rijadzie. Był jednym z synów króla Abd al-Aziza ibn Su’uda oraz jego czternastej małżonki, Muhdi as-Sudajri. Kształcił się w Szkole Książęcej w Rijadzie oraz instytucie Al-Andżal, następnie zaś na University of San Diego (w 1975 r. otrzymał doktorat honorowy tej uczelni). Pełnił funkcję zastępcy gubernatora prowincji Rijad (1979-2011 r.). 5 listopada 2011 roku został jej gubernatorem, pełnił tę funkcję aż do śmierci.
Żonaty, miał 4 dzieci.